# Corynactis

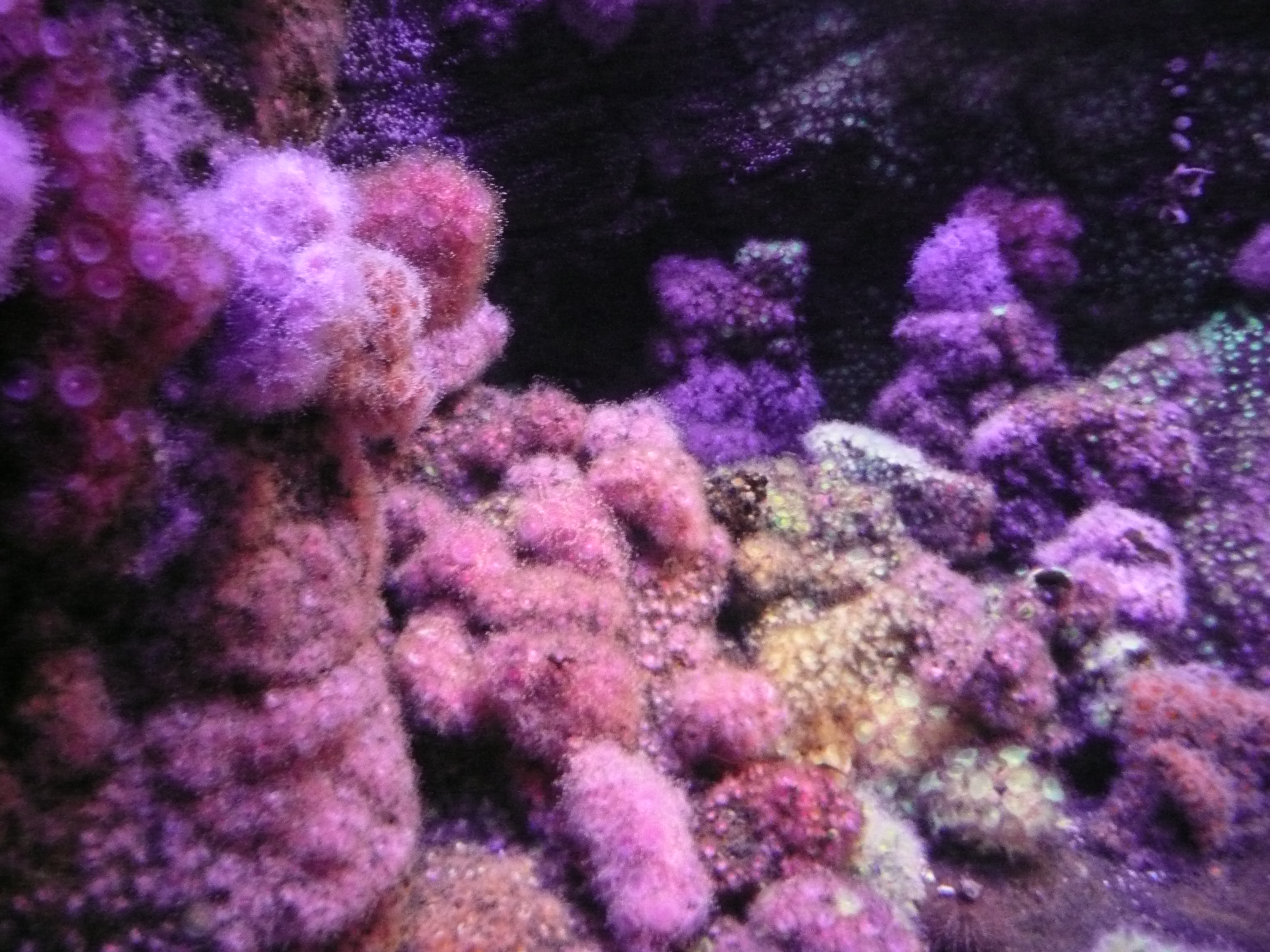
Corynactis viridis en el Acuario de La Rochelle, Francia.

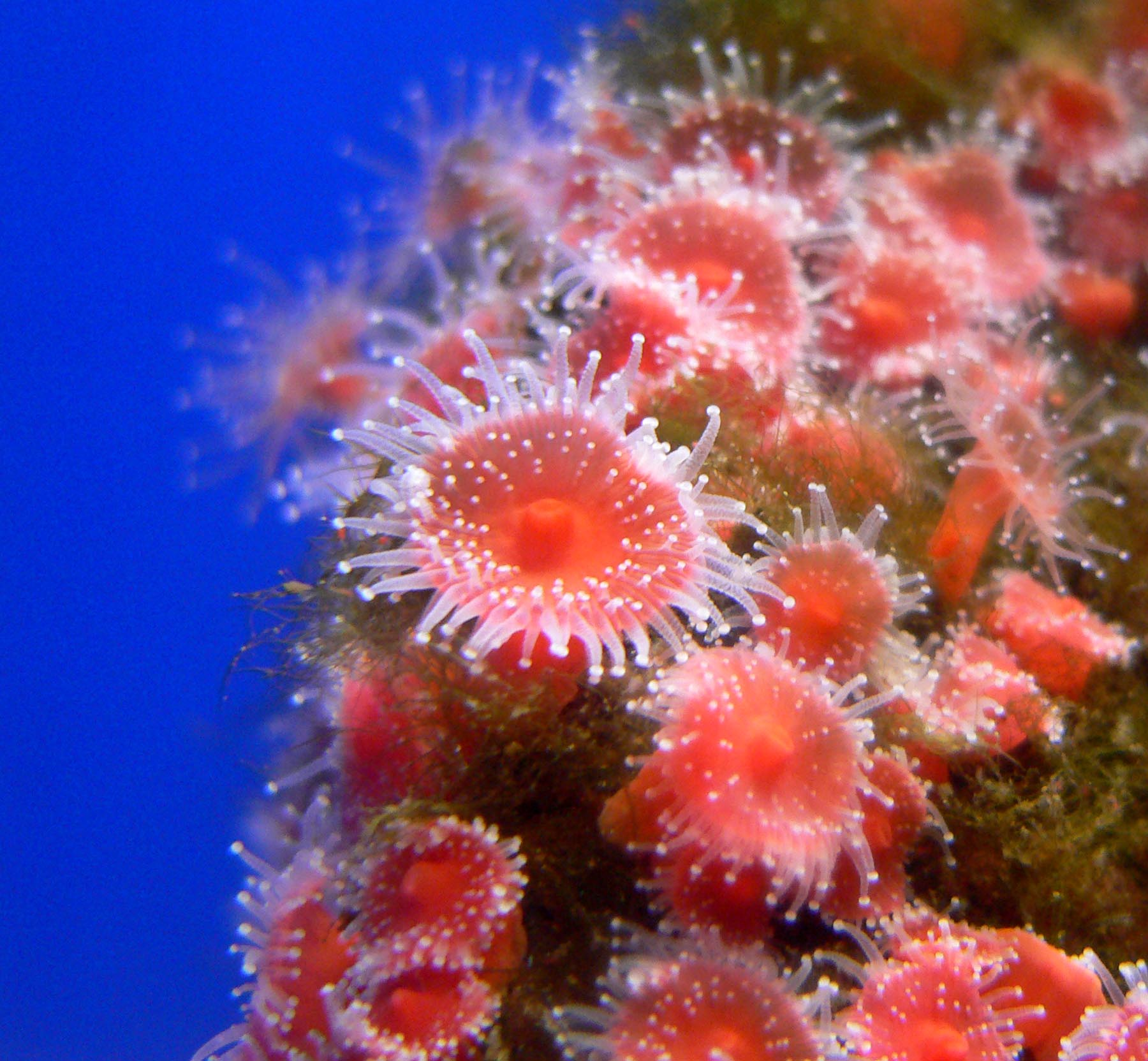
Corynactis californica.

Corynactis es un género de cnidarios emparentados con las anémonas de mar, que pertenecen a la familia Corallimorphidae. 
Estos animales son pólipos solitarios, que en la mayoría de las especies viven pseudo-colonialmente, es decir, en agregaciones de individuos situados muy próximos unos de otros. Los antozoos de este grupo, frecuentemente son llamados "corales falsos", y pertenecen al orden Corallimorpharia, con forma de coral. Su taxonomía aún está bajo discusión.

## Especies
A pesar de que la clasificación del género y distintas especies, son actualmente objeto de discusión, el Registro Mundial de Especies Marinas acepta las siguientes especies:
- Corynactis annulata. (Verrill, 1867)
- Corynactis australis. Haddon & Duerden, 1896
- Corynactis caboverdensis. (den Hartog, Ocaña & Brito, 1993)
- Corynactis californica. Carlgren, 1936
- Corynactis caribbeorum. (den Hartog, 1980)
- Corynactis carnea. Studer, 1879
- Corynactis chilensis. Carlgren, 1941
- Corynactis delawarei. Widersten, 1976
- Corynactis denhartogi. Ocaña, 2003
- Corynactis denticulosa. (Le Sueur, 1817)
- Corynactis globulifera. (Hemprich & Ehrenberg in Ehrenberg, 1834)
- Corynactis parvula. Duchassaing & Michelotti, 1860
- Corynactis sanmatiensis. (Zamponi, 1976)
- Corynactis viridis. Allman, 1846

Especies reclasificadas por sinonimia:
- Corynactis albida Agassiz, 1859 aceptada como Haloclava producta (Stimpson, 1856)
- Corynactis albida Stuckey, 1909 aceptada como Corynactis australis Haddon & Duerden, 1896
- Corynactis allmani Thompson, 1847 aceptada como Corynactis viridis Allman, 1846
- Corynactis allmanni aceptada como Corynactis viridis Allman, 1846
- Corynactis allmannii aceptada como Corynactis viridis Allman, 1846
- Corynactis bahamensis Watzl, 1922 aceptada como Ricordea florida Duchassaing & Michelotti, 1860
- Corynactis clavigera aceptada como Actinodactylus clavigerum (Drayton in Dana, 1846)
- Corynactis globulosa Quoy & Gaimard, 1833 aceptada como Eloactis globulosa (Quoy & Gaimard, 1833)
- Corynactis gracilis Farquhar, 1898 aceptada como Corynactis australis Haddon & Duerden, 1896
- Corynactis haddoni Farquhar, 1898 aceptada como Corynactis australis Haddon & Duerden, 1896
- Corynactis hertwigi Haddon, 1898 aceptada como Corallimorphus rigidus Moseley, 1877
- Corynactis heterocera Thompson, 1853 aceptada como Capnea sanguinea Forbes, 1841
- Corynactis hoplites Haddon & Shackleton, 1893 aceptada como Paracorynactis hoplites (Haddon & Shackleton, 1893)
- Corynactis magnifica (Quoy & Gaimard, 1833) aceptada como Heteractis magnifica (Quoy & Gaimard, 1833)
- Corynactis mediterranea Sars M., 1857 aceptada como Corynactis viridis Allman, 1846
- Corynactis mollis Farquhar, 1898 aceptada como Corynactis australis Haddon & Duerden, 1896
- Corynactis myrcia aceptada como Corynactis parvula Duchassaing de Fonbressin & Michelotti, 1860
- Corynactis quadricolor Leuckart aceptada como Entacmaea quadricolor (Leuckart in Rüppell & Leuckart, 1828)
- Corynactis vas Quoy & Gaimard aceptada como Entacmaea quadricolor (Leuckart in Rüppell & Leuckart, 1828)

## Galería

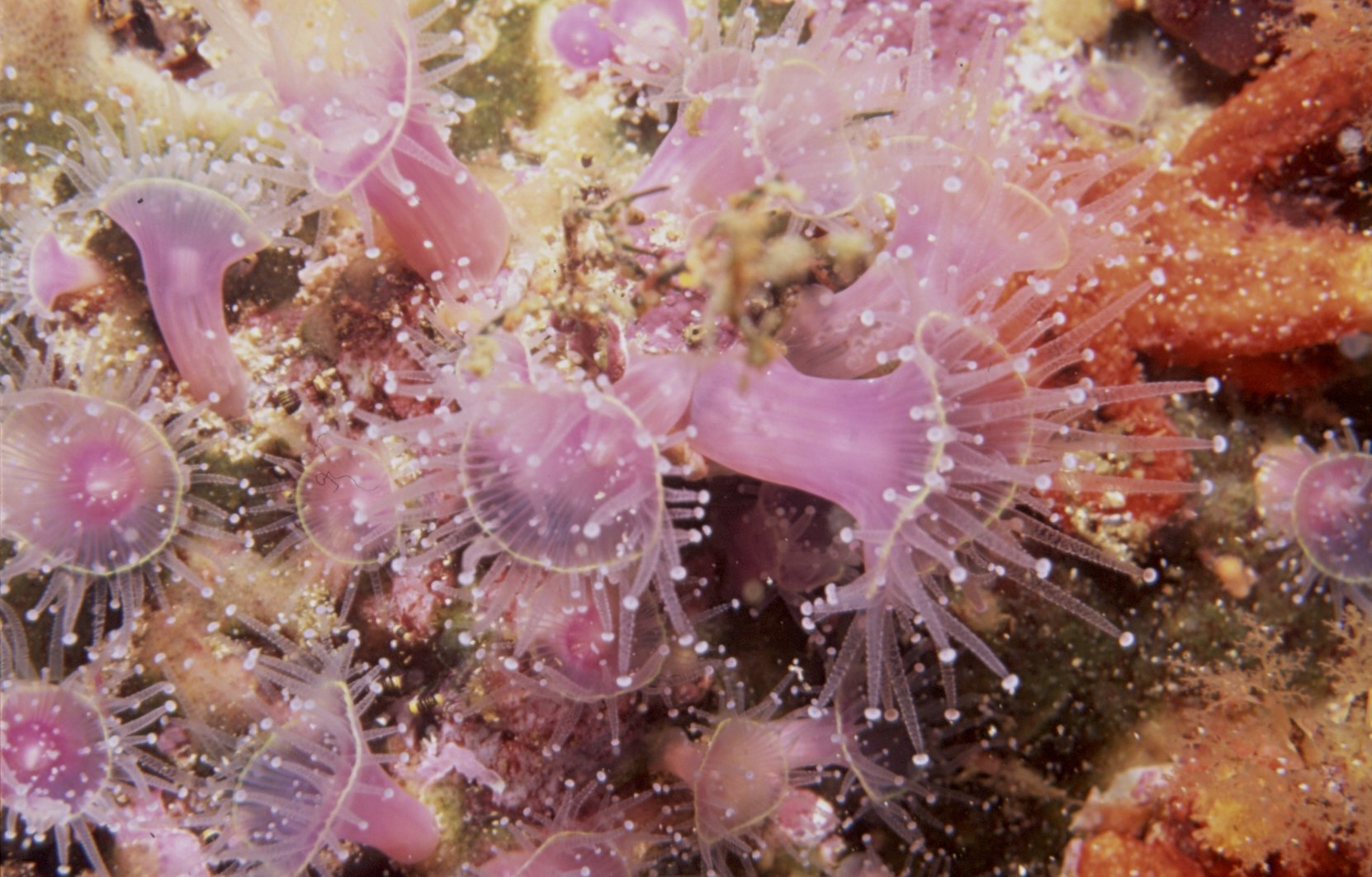
Corynactis annulata
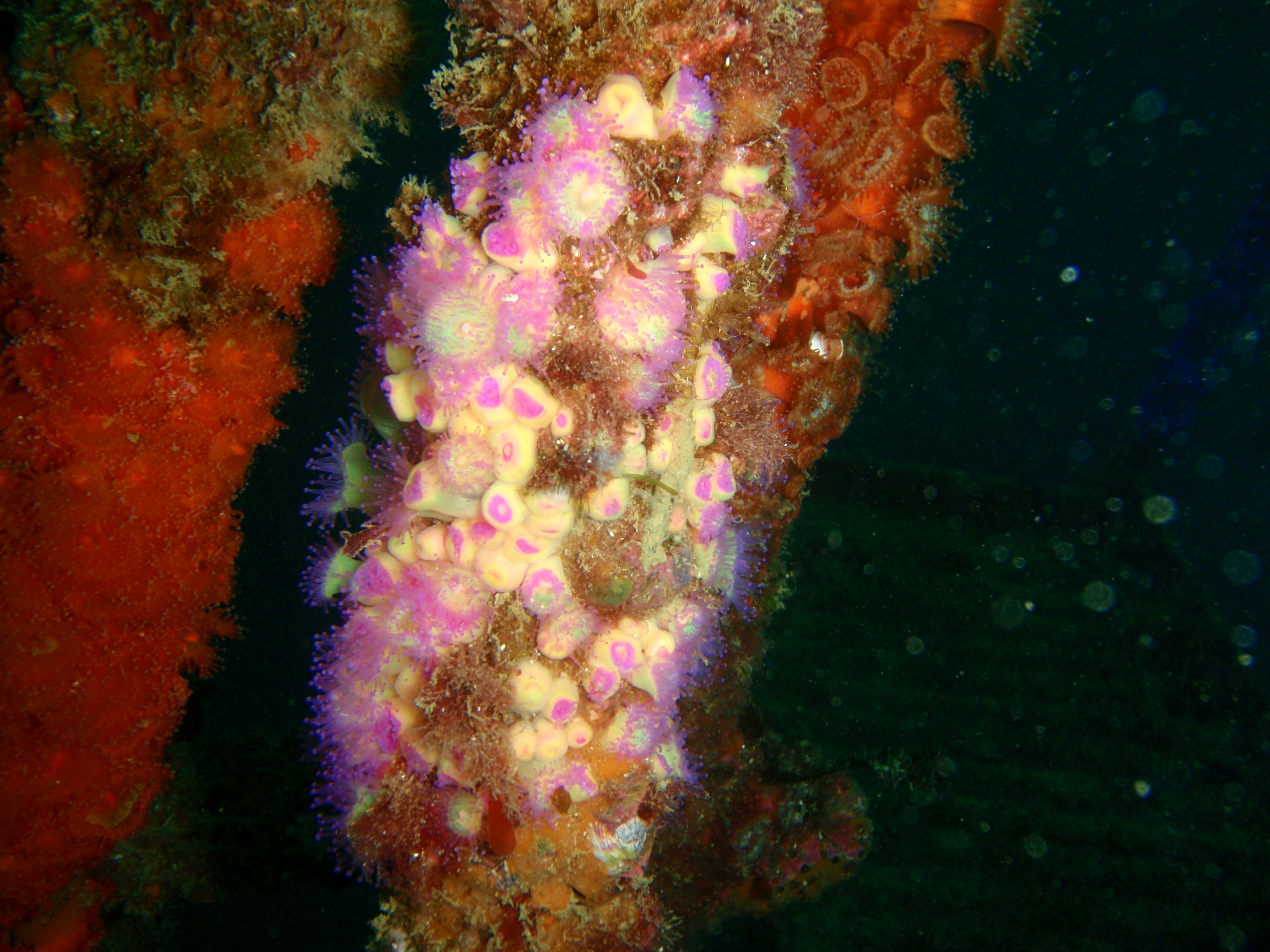
Corynactis australis
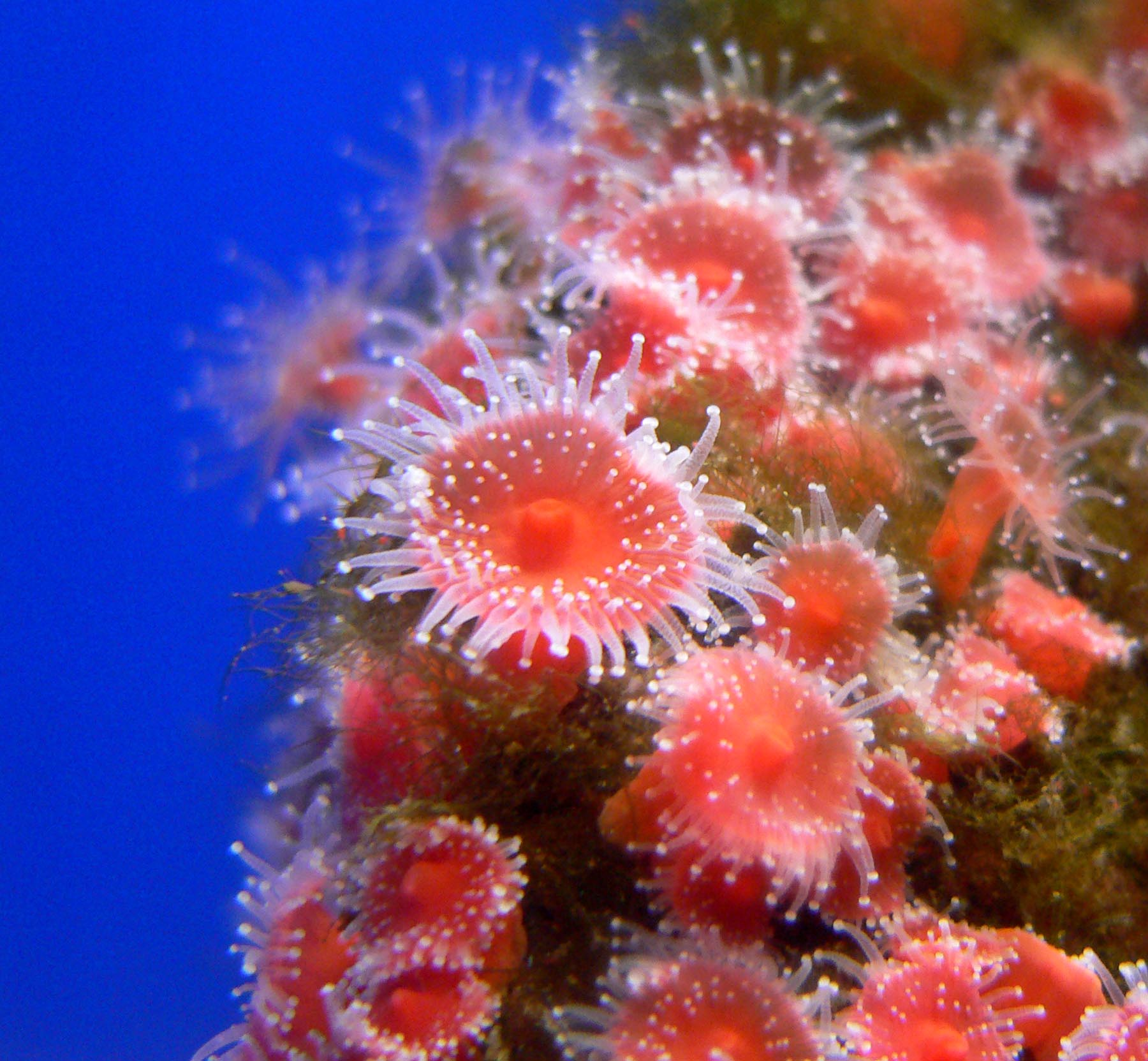
Corynactis californica
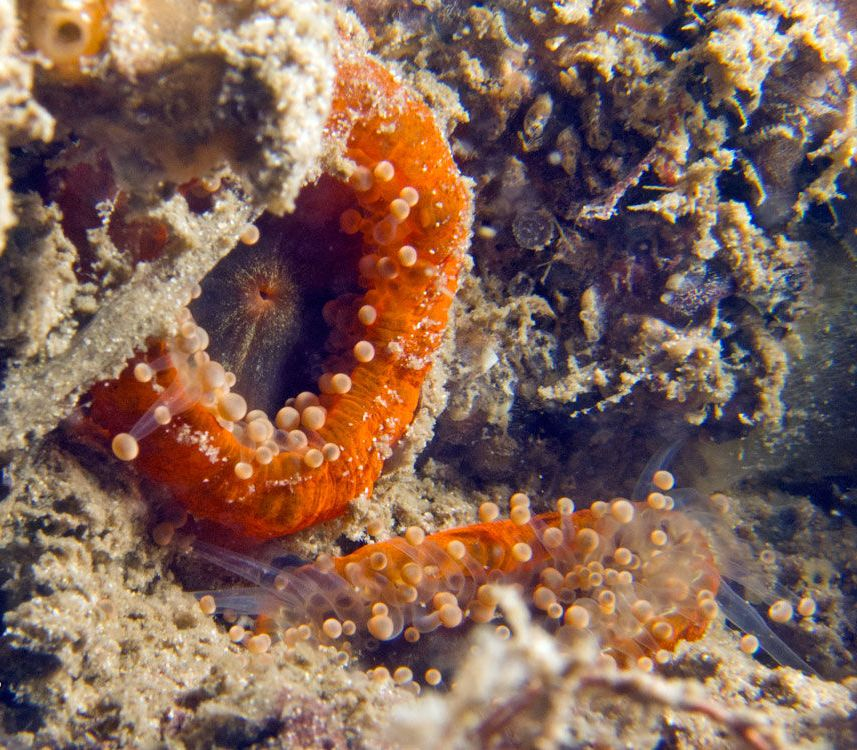
Corynactis globulifera variación naranja
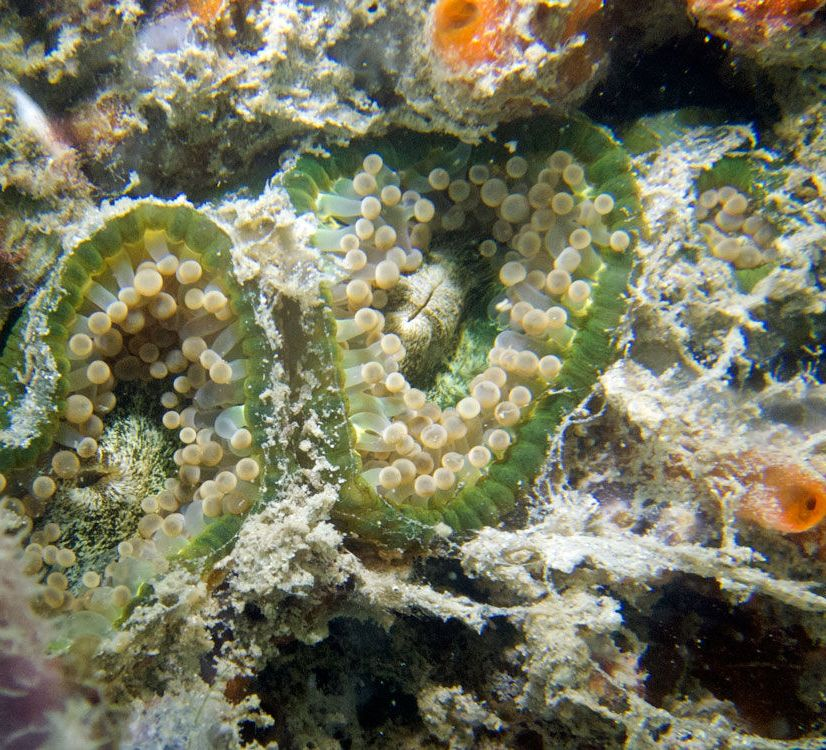
Corynactis globulifera variación verde
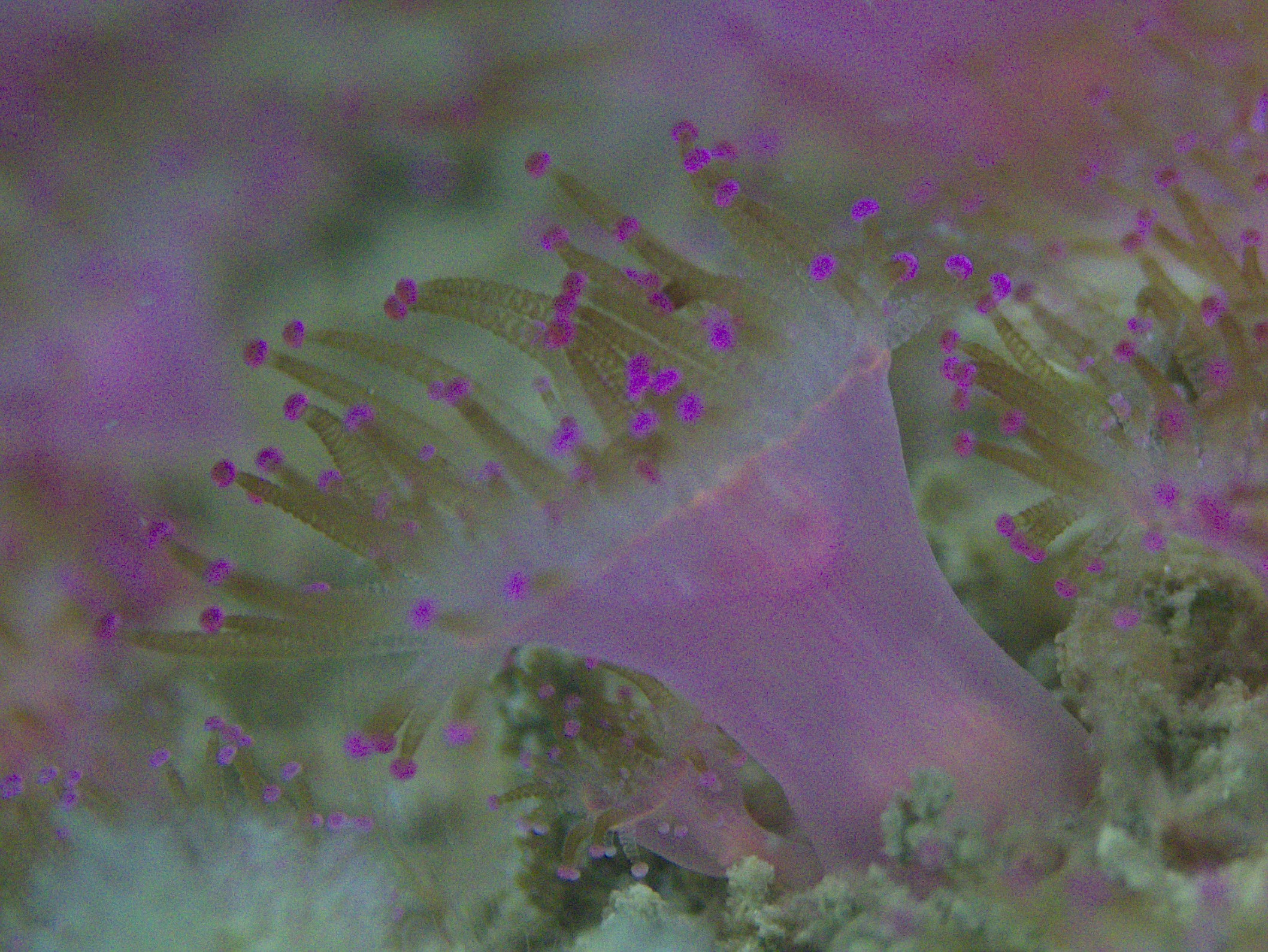
Corynactis viridis

## Morfología
Su cuerpo es cilíndrico, su extremo basal es un disco plano que funciona como pie, el disco pedal, y su extremo apical es el disco oral, el cual tiene la boca en el centro, y alrededor una superficie de forma circular, que porta tres anillos de tentáculos y otro más, en su margen, con tentáculos más largos. La punta de los tentáculos es en forma de bola. El número de tentáculos varía entre 100 y más de 200, según la especie y el tamaño. 
Estos tentáculos contienen cnidocitos, células urticantes provistas de neurotoxinas paralizantes en respuesta al contacto, para evadir enemigos o permitirle ingerir presas más fácilmente hacia la cavidad gastrovascular. El tamaño y distribución de los cnidocitos sirve para identificar las especies.
Su coloración puede ser rosa, rojo, naranja, blanco o verde. Con los tentáculos usualmente en tonos diferentes. 
La mayoría de las especies oscila entre 1 y 2,5 cm de diámetro, por otro tanto de altura.

## Distribución y hábitat
Habita, tanto aguas superficiales, como más profundas; en un rango de profundidad entre 0 y 1300 m. Normalmente anclados en corales muertos o al sustrato. Su rango de temperatura oscila entre 8.31 y 27.27 °C, localizándose tanto en aguas templadas , como tropicales.
Normalmente, cubren laderas y rocas, en agregaciones pseudo-coloniales.
Se les encuentra en el Indo-Pacífico, desde África oriental y el mar Rojo hasta la costa este del Pacífico, en California. También en el océano Atlántico, en todas las costas americanas, el Caribe, Canarias, las costas europeas y el Mediterráneo.

## Alimentación
No poseen zooxantelas, y son carnívoros, por lo que se alimentan de las presas del plancton, que capturan ayudados de sus minúsculos tentáculos y de un compuesto tóxico dentro de la cavidad oral que inmoviliza a la presa durante la alimentación.

## Reproducción
Asexual, por brotes: los llamados hijuelos son formados y se separan del disco pedal (basal), y por división: el pólipo se divide exactamente a lo largo de su centro, formando dos animales. 
En la reproducción sexual, se liberan huevos y esperma, que se fusionan originando larvas, que nadan libremente hasta que se adhieren al sustrato.